# Евенки
Евенки (ранији назив: Тунгузи) су тунгуско-манџурски народ, који претежно живи у Кини и Русији. Евенки су већином православне вероисповести, али су сачували и традиционална веровања (анимизам, шаманство). Говоре евенкским језиком, који спада у тунгуско-манџурску породицу која чини део хипотетичке алтајске макропородице језика.
Укупно их има око 69.000, од тога у Кини 30.875, у Русији 37.843 и Монголији 537. 

## Популација
У Русији живи 37.843 (према попису становништва Русије 2010), а у Кини 30.875 (према попису становништва Кине 2010). Има их и у Монголији где су познати под именом Хамниган, према попису становништва Монголије 2015. било их је 537.
У Русији, Евенки чине значајан део становништва бившег аутономног округа Евенкија (Тунгузија), где су према попису из 2002. године чинили 22% становништва и представљали други народ по бројности, после Руса (62%). Ипак само мали део Евенка живи у овом округу, 3.802 од 35.527 према попису становништва Русије из 2002. Аутономија овог округа је укинута 2007. године, када он постаје један од административних округа Краснојарског краја.

## Језик
Говоре евенкијским језиком (раније називаним тунгуски), који спада у тунгуско-манџурску породицу језика. На територији Русије у употреби су три наречја: северно, јужно и источно.